# کمیل چاپکوویچ
کمیل چاپکوویچ (انگلیسی: Kamil Čapkovič؛ زادهٔ ۲ ژوئن ۱۹۸۶) یک تنیس‌باز اهل اسلواکی است.